# Molerupt
Le Molerupt est une rivière de France, dans les deux départements de la Haute-Marne et de la Haute-Saône, en régions Grand Est et Bourgogne-Franche-Comté, et un affluent du ruisseau de la Gueuse donc un sous affluent du Rhône par l'Amance et la Saône.

## Géographie
De 7,2 km de longueur, le Molerupt naît à Voisey dans la Vieille Forêt, à 340 m d'altitude. Il s'appelle aussi, pour Géoportail, en partie haute le ruisseau de Voisey.
Il prend ensuite la direction du sud vers Neuvelle-lès-Voisey. Il y reçoit un nouvel affluent le ruisseau de la Noue Tranchot. Il franchit la frontière départementale et régionale et passe en Haute-Saône. Quelques mètres plus loin, il se jette dans un ruisseau de degré inférieur, le ruisseau de la Gueuse, 7,4 km de longueur, un affluent de l'Amance, à 224 m d'altitude, près du moulin de Barges.

### Communes et cantons traversés
Dans les deux départements de la Haute-Marne et de la Haute-Saône, le Molerupt traverse les trois communes suivantes, de l'amont vers l'aval, de Voisey (source), Neuvelle-lès-Voisey, Barges (confluence).
Soit en termes de cantons, le Molerupt prend source dans le canton de Bourbonne-les-Bains, conflue dans le canton de Jussey, le tout dans les deux arrondissement de Langres, et arrondissement de Vesoul.

### Bassin versant
le Molerupt traverse une seule zone hydrographique 'La Saône de la Vieille incluse au canal du moulin inclus (Zones U020 à U022 exclus) (U023) de 461 km2 de superficie.

## Affluents
Le Molerupt a deux affluents référencés :
- le ruisseau de Gratery (rd), 1,6 km sur la seule commune de Voisey.
- le ruisseau de la Noue Tranchot (rg), 1,1 km sur les deux communes de Voisey et Neuvelle-lès-Voisey.

Son rang de Strahler est donc de deux.